# Crocidura suaveolens
La crocidura minore (Crocidura suaveolens Pallas, 1811) è un mammifero eulipotiflo della famiglia Soricidae.

## Descrizione

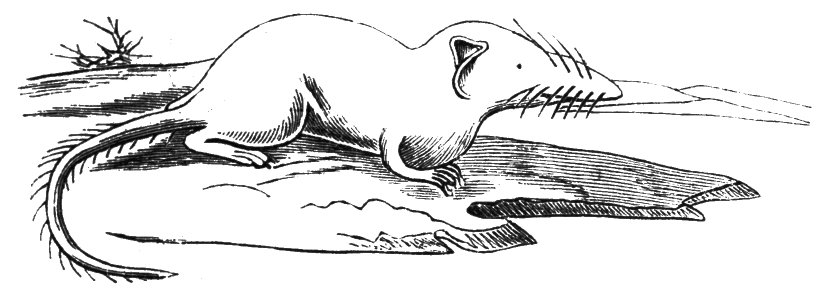

Crocidura suaveolens è uno dei più piccoli mammiferi europei. Con una lunghezza di appena 5-8 centimetri è la più piccola delle crocidure italiane, rispetto alle quali si caratterizza anche per una coda più corta.
La colorazione della pelliccia è piuttosto variabile: ad una colorazione di fondo grigiastra si sovrappongono velature più o meno marcate di bruno rossiccio e di toni bruni più scuri; la parte ventrale è grigio chiara, con sfumature dal giallo crema al giallo ocra. Elemento caratteristico è la mancanza della netta demarcazione laterale tra il manto dorsale e quello ventrale, che consente di differenziarla dalle congeneri Crocidura sicula e Crocidura leucodon .

## Biologia
È una specie terricola con abitudini sia diurne che notturne.
Utilizza spesso come nidi tane scavate da altri mammiferi o semplici anfrattuosità delle rocce o alla base dei cespugli, che riveste con una lettiera di foglie e ramoscelli.
Al pari di altre specie di Crocidura pratica il caravanning: i cuccioli si dispongono in fila indiana aggrappandosi alla coda della madre, che li guida negli spostamenti. Il caravanning è utilizzato per spostare la nidiata in caso di pericolo e di disturbo al nido, nonché per incoraggiare i piccoli all'esplorazione del territorio.

### Alimentazione
Anche la crocidura minore, come altre specie di soricidi, consuma notevoli quantità di cibo a causa del suo elevato metabolismo. La sua dieta è costituita da insetti, ragni, gasteropodi, piccoli vertebrati e, rispetto alle altre crocidure, anche da una significativa componente vegetale (foglie, radici, semi) .

### Riproduzione
La stagione riproduttiva va dalla primavera all'autunno. Le femmine possono avere anche 3-5 gravidanze per stagione.  La durata della gestazione è di poco inferiore a un mese.
I giovani escono dal nido già intorno agli otto giorni di vita e raggiungono la maturità sessuale a circa tre mesi.

### Predatori
I suoi principali predatori sono il barbagianni, e in misura minore la civetta e l'allocco. Occasionalmente può essere predata anche dai mustelidi , da diversi ofidi , dal ratto delle chiaviche  e dall'averla maggiore .

## Distribuzione e habitat

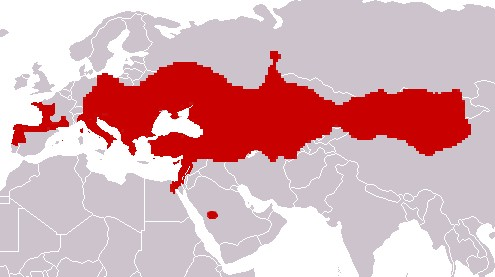
Areale di C. suaveolens

È una specie con distribuzione paleartica il cui areale si estende dalle coste atlantiche di Portogallo e Spagna sino alla Cina. Il limite meridionale della sua distribuzione è rappresentato dal Sinai (Egitto) e dall'Arabia Saudita . In Europa esistono due aree di distribuzione separate da un profondo iato geografico: la prima è rappresentata dalla penisola iberica e dalla Francia sud-occidentale, mentre la seconda, comprendente l'Europa centro-orientale, ha un confine naturale rappresentato dalla Vistola e si estende a nord fino al golfo di Stettino (Polonia)  e ad oriente sino alle coste del Mar Nero .
In Italia è presente in quasi tutta la penisola ed in alcune isole minori (Capraia, Elba, Isola del Giglio, Asinara, Ischia e, forse, Capri). Assente in Sicilia e Sardegna .
Popola sia gli ambienti boschivi che quelli di macchia mediterranea e di prateria, dal livello del mare  sino a 1800 m  di altitudine. Si rinviene anche in aree coltivate e nei giardini, anche se tende ad evitate le aree più antropizzate.

## Tassonomia
La formula cromosomica di Crocidura suaveolens è 2n = 40, NF = 50. Il cariotipo è formato da 4 coppie di cromosomi metacentrici e 15 coppie di acrocentrici, più una coppia di cromosomi sessuali. Va notato che diverse altre specie di Crocidura orientali ed asiatiche, condividono questo numero di cromosomi .
In passato basandosi su criteri tassonomici quali variazioni del colore del mantello o delle dimensioni corporee e craniali sono state proposte diverse sottospecie tra cui:
- C. suaveolens mimula Miller, 1901 - diffusa in Nord Italia
- C. suaveolens italica Cavazza, 1912 (sin.: C. s. debeauxi Dal Piaz, 1925) - presente sul versante adriatico della pianura Padana e in alcune zone dell'Italia centrale (Marche, Abruzzi, Campania)
- C. suaveolens mimuloides Cavazza, 1912 - presente in Canton Ticino.
- C. suaveolens bruecheri von Lehmann, 1977 - Calabria
- C. suaveolens caneae Miller, 1909 - Creta
- C. suaveolens cypriae Bate, 1903 - Cipro
- C. suaveolens balearica Miller, 1907 - Minorca

Alcune popolazioni insulari di Sardegna, Sicilia, Egadi e Malta, in passato attribuite a C. suaveolens, sono attualmente attribuite ad altre specie quali Crocidura russula, Crocidura sicula o Crocidura ichnusae.
Nonostante il valore di alcune suddivisioni sottospecifiche venga messo in discussione, recenti studi basati sulla analisi del DNA mitocondriale fanno ritenere necessaria una più approfondita revisione sistematica di questa specie. Tali studi hanno infatti consentito di identificare, nell'ambito dell'areale di C. suaveolens, 7 differenti cladi: 3 orientali e 4 occidentali. Inoltre nell'ambito dei cladi occidentali si possono individuare un aplotipo dell'Europa occidentale (cui andrebbero riferite le popolazioni di Francia, Spagna, Inghilterra e, in Italia, le popolazioni della Liguria) e un aplotipo del centro-sud Europa che comprende le popolazioni di Grecia, Svizzera, Austria, Bulgaria, Ungheria nonché quelle dell'Italia nord-orientale .

## Conservazione
Considerata l'ampiezza del suo areale e la numerosità della popolazione stimata, la IUCN red list classifica la specie come a basso rischio di estinzione .
È specie protetta dalla Convenzione di Berna.